# Attila Garay
Attila Garay (* 2. Dezember 1931 in Orosháza; † 25. April 2013) war ein ungarischer Jazzpianist und Komponist.

## Leben und Wirken
Garay spielte 1955 bei Gábor Szabó, mit dem er auch in den 1980er-Jahren Fernsehauftritte hatte. 1957 erwähnte ihn der Down Beat. Ende der 1950er-Jahre spielte er in Budapest mit eigenem Quartett, dem auch der Bassist Aladár Pege angehörte. In den frühen 1960er-Jahren leitete er ein eigenes Trio, mit dem er für Qualiton auch eigene Kompositionen wie Kánon aufnahm. Weiter nahm er in verschiedenen  Triobesetzungen unter eigenem Namen für Supraphon auf, neben bekannten Jazzstandards wie George Gershwins Summertime oder Irving Berlins Blue Skies auch eigene Kompositionen wie Extra Girl. In dieser Zeit trat er in Europa auf verschiedenen Festivals, u. a. beim Jazz Jamboree in Warschau (1962), in Schweden (1963), Prag (1964) und bei Jazz Ost-West in Nürnberg (1966) auf. 1971 spielte er mit Aladár Pege und Imre Kőszegi, in den 1980er-Jahren in der Deák Big Band, 1992 mit Ferenc Gayer und János Weszely. Tom Lord zählt drei Aufnahmesessions, an denen Garay zwischen 1968 und 1980 beteiligt war.

## Diskographische Hinweise
- Plays his Jazz Favourits (Supraphon), mit Jan Arnet bzw. Péter Scholz (b), Vladimir Žižka bzw. János Szudy,  (dr)
- Garay Együttes  Modern Jazz II. (Qualiton)
- Modern Jazz Anthology 7 - 1968 (Qualiton)